# Marquesado de Grigny
El marquesado de Grigny es un título nobiliario español creado, por real despacho, en Flandes el 27 de julio de 1690 por el rey Carlos II a favor de Juan Bautista de Bassecourt y Wocht, general de la caballería de Cataluña, «por prestancias familiares y premio a sus servicios a la corona».

## Marqueses de Grigny
|                                 | Titular                             | Periodo                |
| Creación por Carlos II          | Creación por Carlos II              | Creación por Carlos II |
| ------------------------------- | ----------------------------------- | ---------------------- |
| I                               | Juan Bautista de Bassecourt y Wocht | 1690-1706              |
| II                              | Francisco González de Bassecourt    | ¿?-1793                |
| Rehabilitación por Alfonso XIII |                                     |                        |
| III                             | Ramón de Morenés y García-Alessón   | 1902-1934              |
| IV                              | Fernando de Morenés y Carvajal      | 1935/1950-1965         |
| V                               | María Teresa de Morenés y Urquijo   | 1965-1986              |
| VI                              | Juan Pedro Domecq de Morenés        | 1986-actual titular    |

## Historia de los marqueses de Grigny
- Juan Bautista de Bassecourt y Wocht, I marqués de Grigny (baut.en Bencaneurt, 10 de mayo de 1642[2]-1706[3]) y caballero de la Orden de Santiago.[2] era hijo de Juan de Bassecourt y de Isabel de Wocht y hermano de Robert de Bassecourt, de quien desciende el II marqués de Grigny.[4] Le sucedió:

- Francisco González de Bassecourt (Pamplona, 18 de septiembre de 1720-Carabanchel, Madrid, 19 de agosto de 1793), II marqués de Grigny,[5] I conde del Asalto,[6] II marqués de González y marqués de Borghetto (títulos ambos de las Dos Sicilias), caballero de la Orden de Santiago, miembro del Consejo de Estado, gobernador y capitán general del principado de Gerona (1790-1793), alcalde de la Mesta y gran cruz de la Orden de Carlos III.[5] Era hijo de Juan González Valor Quintela y Menéndez (1670-1729), I marqués de González, caballero de la Orden de Santiago, teniente general de los Reales Ejércitos, virrey de Navarra y alcalde de la Mesta, y de María Catalina de Bassecourt Thiulaine (1693-1824), dama de la reina Isabel de Farnesio,[5]

Casó en primeras nupcias con María Vicenta Valcárcel y Daoiz (m. 1783), camarista de la reina y en segundas nupcias, el 27 de mayo de 1784, con Josefa Doiz y Guendica. Sin descendientes.
Rehabilitado en 1902 por
- Ramón María Morenés y García-Alessón (La Nou (Tarragona), 19 de septiembre de 1866-Madrid, 16 de julio de 1934),[7] III marqués de Grigny,[7] V barón de las Cuatro Torres,[7] VII conde del Asalto, grande de España,[6] II conde de la Peña del Moro,[7] gentilhombre grande de España con ejercicio y servidumbre del rey Alfonso XIII, senador vitalicio, maestrante de Zaragoza, diputado a Cortes por Tarragona.[8] Era hijo de Carlos Morenés y Tord, IV barón de las Cuatro Torres, y de María Fernanda García-Alessón y Pardo de Rivadeneyra, VI condesa del Asalto, y V baronesa de Casa Davalillo.

Casó, en Madrid, el 8 de diciembre de 1895 con María Inmaculada de Carvajal y Hurtado de Mendoza (m. 1953), hija de los XVII marqueses de Aguilafuente. En 20 de julio de 1950, le sucedió su hijo:
- Fernando Morenés y Carvajal (La Nou, 20 de septiembre de 1903[8]-10 de marzo de 1970), IV marqués de Grigny, VII barón de las Cuatro Torres, IX conde del Asalto, grande de España[6]

Casó el 26 de noviembre de 1934 con María Teresa de Urquijo y Landecho. En 1965, le sucedió su hija a quien cedió el título:
- María Teresa Morenés y Urquijo (n. Llodio, 8 de septiembre de 1947), V marquesa de Grigny,[9][10] VIII baronesa de las Cuatro Torres[9] y X condesa del Asalto, grande de España.[6]

Casó el 5 de agosto de 1967 con Juan Pedro Domecq y Solís (Sevilla, 1942-Higuera de la Sierra, 18 de abril de 2011). En  1986, sucedió su hijo a quien cedió el título:
- Juan Pedro Domecq y Morenés (n. Jerez de la Frontera, 15 de junio de 1968), VI marqués de Grigny.[11]

Casado con Sofía Cotoner y Macaya, , nieta de los marqueses de Mondéjar, Nicolás Cotoner y Cotoner y María Trinidad Martós y Zabálburu.